# Tirambes
Els tirambes (en llatí: Tyrambae, en grec: Τυράμβαι, Tirambe) eren un poble de la Sarmàcia asiàtica, que tenien per ciutat principal l'anomenada Tirambe (Τυράμβη), prop del riu Rhombites minor. Els mencionen Claudi Ptolemeu i Estrabó.